# Teira perspicillata
Teira perspicillata är en ödleart som beskrevs av  Duméril och BIBRON 1839. Teira perspicillata ingår i släktet Teira och familjen lacertider. IUCN kategoriserar arten globalt som livskraftig. Inga underarter finns listade i Catalogue of Life.